# Elva Hsiao
Elva Hsiao (Chinois : 萧亚轩, Chinois traditionnel : 蕭亞軒, Mandarin : Xiāo Yǎxuān) aussi connue sous le nom Elva Siu, est une chanteuse taïwanaise de Mandopop. Elle sait bien parler et écrire l'anglais grâce à ses études à l'étranger au John Casablanca's College, à Vancouver en Colombie-Britannique. Lors de son séjour à Vancouver, en 1998, elle a tenté une audition de chant, le New Talent Singing Awards Vancouver Audition, sous son vrai nom,  Hsiao Ya-chih (蕭雅之). Elle a été l'une des douze finalistes, mais n'est pas arrivée dans les 5 premières. Elle avait chanté Love Me A Little Longer de Coco Lee. C'est en 1998 qu'elle commence sa carrière sous le label Virgin Records, et va devenir l'une des plus grandes chanteuses de pop taïwannaise. Elle a chanté avec d'autres grands artistes taïwanais tel que Jolin Tsai.

## Biographie

### Ses débuts et son changement de maison de disques
Elva a, au départ, signé avec Virgin Records, sous le sous-label EMI, qui créait son nom de scène pour elle. Son premier album, Elva Hsiao Self-Titled Album, en 1999, dépasse le million de ventes en Asie et a cimenté son statut dans l'industrie musicale chinoise.

### Retour chez EMI
À la fin de son contrat chez  Warner Music, Elva décide de retourner sous le label EMI en 2008. Le premier album d'Elva depuis son retour chez EMI, 3-Faced Elva, devait à l'origine, sortir en mai 2008. Mais en raison du retard dans la production et de l'approbation de la Chine aux Jeux Olympiques, l'album a été repoussé et est sorti le 13 juin 2008. Le 9 octobre 2009 arrive un nouvel album, Diamond Candy, suivi d'une tournée.

## Discographie

### Albums mandarins
Albums studio
- 1999 : Elva Hsiao Self-Titled Album (蕭亞軒同名專輯/Xiao Ya Xuan Tong Ming Zhuan Ji)
- 2000 : Red Rose (紅薔薇/Hong Qiang Wei)
- 2001 : Tomorrow (明天/Ming Tian)
- 2002 : 4 U (4U)
- 2002 : Love's Theme Song, Kiss (愛的主打歌，吻/Ai De Zhu Da Ge, Wen)
- 2003 : In Love With Love (愛上愛/Ai Shang Ai)
- 2003 : Fifth Avenue (第五大道/Di Wu Da Dao)
- 2006 : 1087 (1087/Yi Ling Ba Qi) (sous Warner Music)
- 2008 : 3-Faced Elva (3面夏娃/San Mian Xia Wa)
- 2009 : Diamond Candy (鑽石糖/Zuan Shi Tang)
- 2010 : Miss Elva (萧洒小姐)
- 2011 : I'm Ready (我愛我)
- 2014 : Shut Up and Kiss Me (不解釋親吻)

Compilations
- 2004 : Beautiful Episode
- 2012 : Super Girl (愛無畏)

Album de remix
- 2006 : Love Elva... Remix & More

### Album japonais
- 2001 : Elva First

### Single japonais
- 2001 : Never Look Back